# Фрис, Элиас Магнус
Э́лиас Ма́гнус Фрис (швед. Elias Magnus Fries, 1794—1878) — шведский ботаник и миколог, «отец микологии». 

## Краткая биография
Родился в семье пастора.
Образование получил в Лунде; в 1814 году получил звание приват-доцента.
В 1834 году он уже был профессором практической экономии в Уппсальском университете, а в 1851 году занял место профессора ботаники и директора музея и ботанического сада того же университета.
С 1859 года до смерти он жил в отставке в Уппсале.
Фрис работал во всех отраслях ботаники; он впервые ввёл в Швеции натуральную классификацию растений и изучение морфологии. Его работа «Systema orbis vege tabilis» (Лунд, 1825 (лат.)) — классический труд того времени.
По лишайникам Фрис издал: «Lichenographia Europaea reformata» (Лунд и Грейфсвальд, 1831 (лат.)); «Lichenes Suecciae eksiccati» (Лунд, 1824—1833 (лат.)).
Фрис особенно известен своими работами в области микологии, он является одним из основателей систематики грибов. Первая его микологическая работа «Observationes Mycologicae» (Копенгаген, 1815—1818; 2-е изд., 1828 (лат.)), но самая ценная — это «Systema Mycologicum» (Лунд и Грейфсвальд, 1821—1830 (лат.); «Микологическая система») — дата её публикации является исходным пунктом номенклатуры для большинства групп грибов (подобно тому, как дата публикации работы Species Plantarum К. Линнея — исходная дата номенклатуры для сосудистых растений). Затем следуют «Elenchus Fungorum» (Грейфсвальд, 1828 (лат.)); «Novae Symbolae Mycologicae» (1851 (лат.)); «Icones selectae Hymenomycetum nondum delineatorum» (1867—1875 (лат.)).
Исследованию скандинавской флоры посвящены следующие сочинения: «Flora hallandica» (Лунд, 1817 (лат.)); «Novitiae florae Suecciae» (Лунд, 1828 (лат.)); «Flora Scanica» (Уппсала, 1836 (лат.)); «Summum vegetabilium Scandinaviae» (Стокгольм и Лейпциг, 1846—1848 (лат.)), а также «Herbarium normale» (Уппсала, 1896 (лат.)), включающий экземпляры наиболее редких скандинавских растений.
Из многочисленных монографий внимания заслуживают: «Symbolae ad historiam Hieraciarum» (Уппсала, 1848 (лат.)); «Monographia Hymenomycetarum Suecciae» (Уппсала, 1857—1863 (лат.)); «Sveriges öltiga ochgiftiga Svanipar» (Стокгольм, 1860 (швед.)).
Фрис был также известен как хороший оратор и знаток латинского языка. В 1847 году его избрали в число восемнадцати шведских академиков.
В 1850 году Фрис был избран иностранным членом-корреспондентом Петербургской Академии наук.